# Järnlodet 15

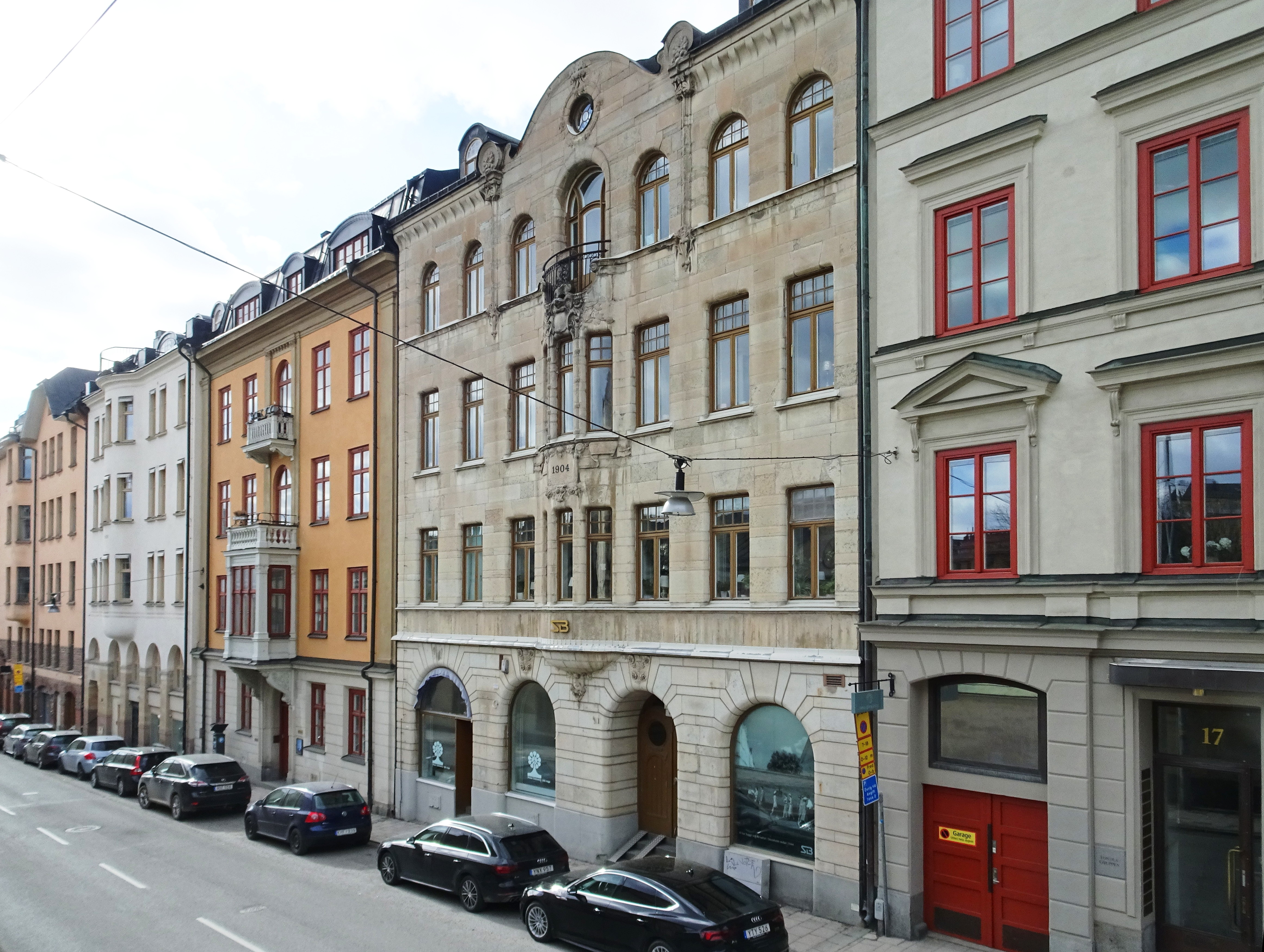
Järnlodet 15, Sibyllegatan 15, 21 mars 2021. I bakgrunden syns Järnlodet 16 med lejongul fasad.

Järnlodet 15 är en kulturhistoriskt värdefull bostadsfastighet i kvarteret Järnlodet vid Sibyllegatan 15 på Östermalm i Stockholm. Byggnaden är blåmärkt av Stadsmuseet i Stockholm, vilket innebär att bebyggelsen representerar ”synnerligen höga kulturhistoriska värden”. Järnlodet 15 representerar enligt Stadsmuseet ”såväl exteriört som interiört ett exempel på jugendstil av god kvalitet”.

## Historik

### Exteriör

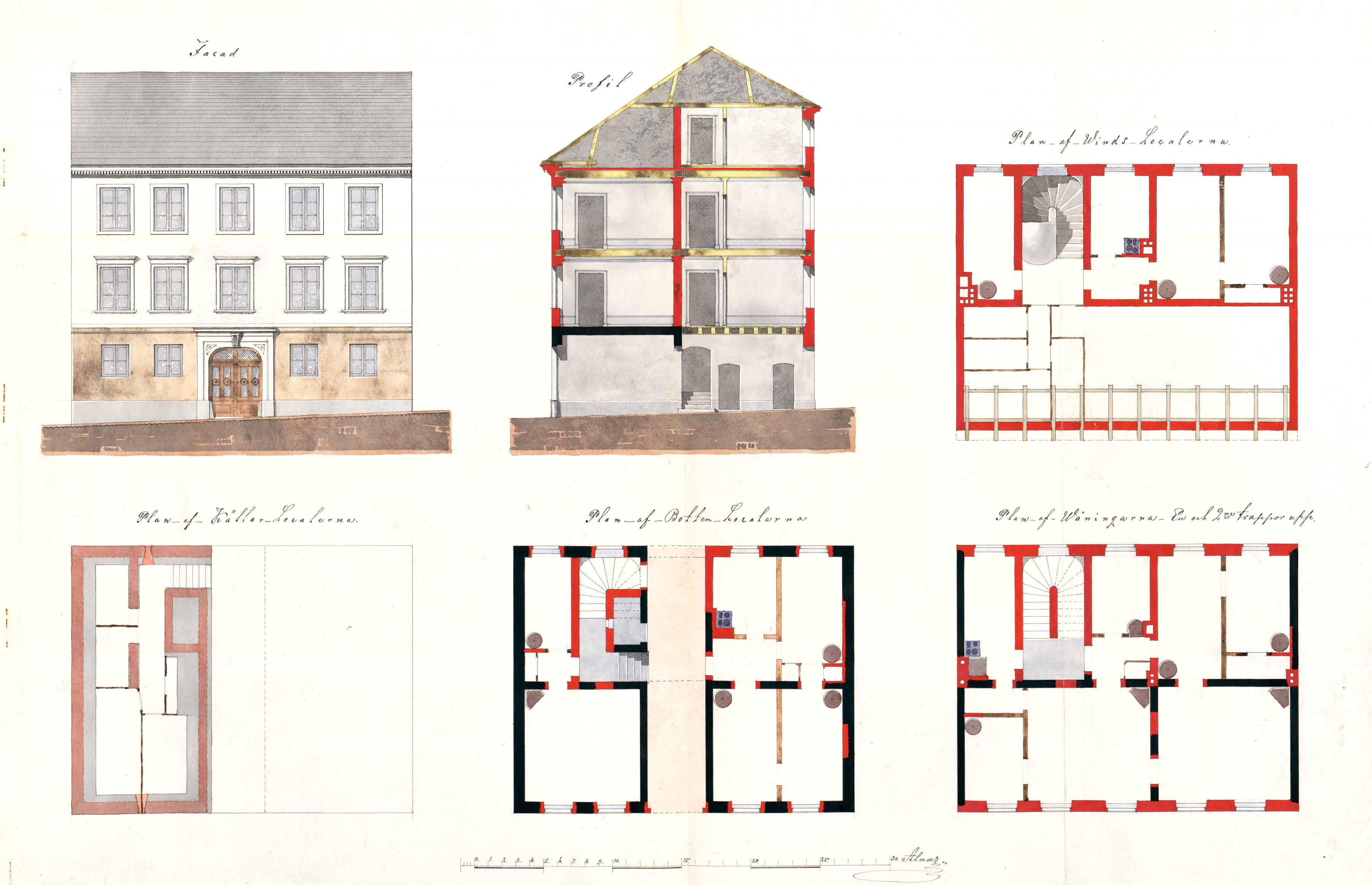
Järnlodet 15, ritning, mars 1859.

Nuvarande byggnad restes mellan 1901 och 1904 som om- och påbyggnad av en äldre fastighet belägen vid dåvarande Fyrverkaregatan 15 (nuvarande Sibyllegatan 15). De äldsta delarna är från 1845. Byggnaden påbyggdes 1859, först med två våningar och samma år med ytterligare en våning. Beställare var en kapten Adolf Forsberg. 1861 utfördes några ändringar och 1898 hade Järnlodet 15 en ny ägare som lät bygga nuvarande hus vilket kom att förändra ursprungsbyggnaden på ett genomgripande sätt. Byggherre var storbyggmästaren Gustaf Alfred Johansson, som sedermera kom själv att bo i huset. Arkitekt för planritningarna var C.W. Löfgren och för fasadgestaltningen stod arkitekt Carl Malmström.
Malmström gestaltade husets fasad mot Sibyllegatan i jugend med beklädnad av beigerosa sandsten som smyckades med skulpterade detaljer. Fasadens centrala del domineras av ett burspråk i två våningar som avslutas upptill av en balkong med sirligt smidesräcke. Mittenpartiet höjer sig med en rundad fronton över taket. Till höger och vänster märks skulpterade blommotiv. Mitt på burspråket finns en kartusch med husets byggår: 1904. Gårdsfasaderna gestaltades enklare i slätputs.

### Interiör

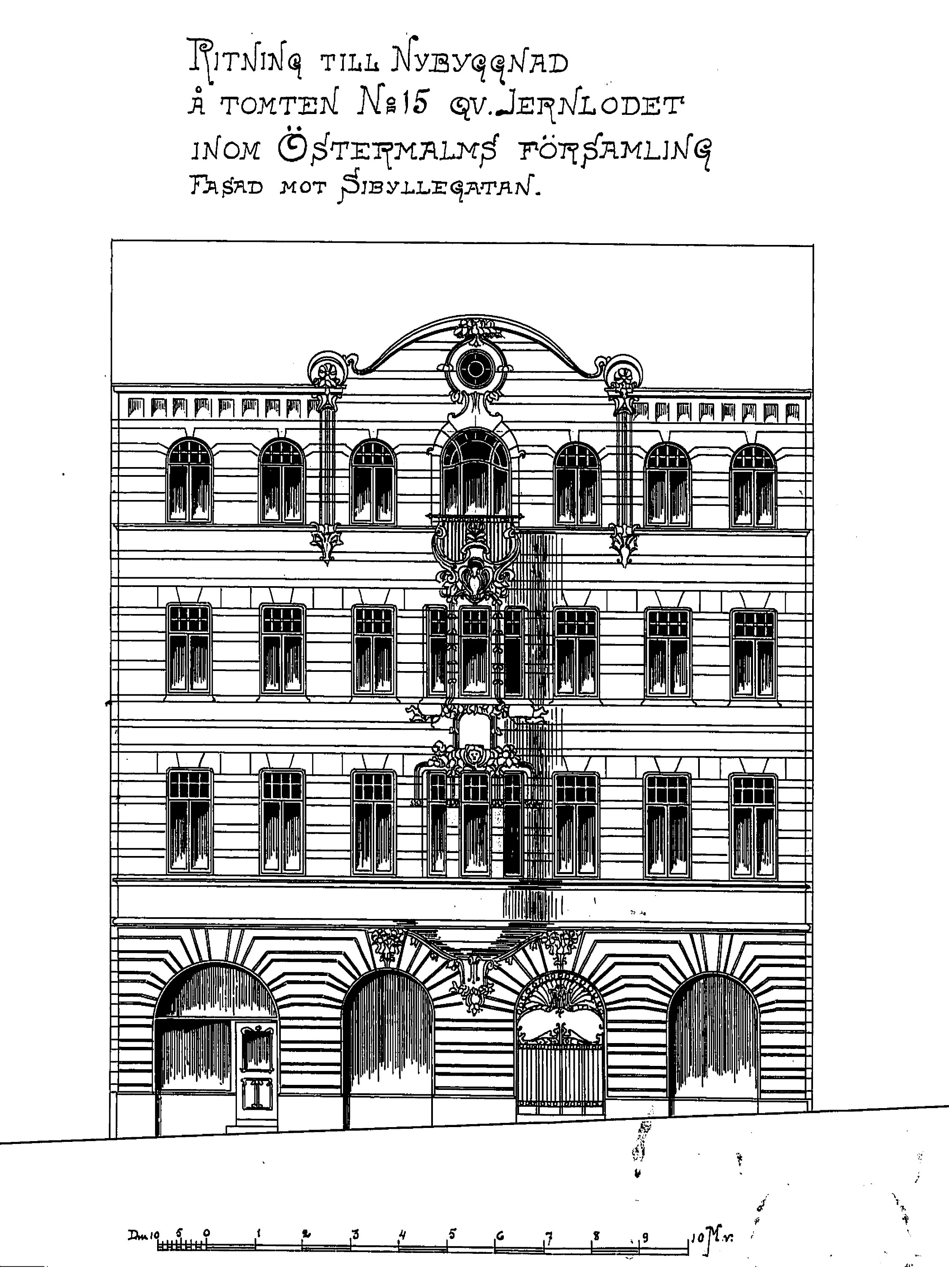
Fasadritning, 1901.

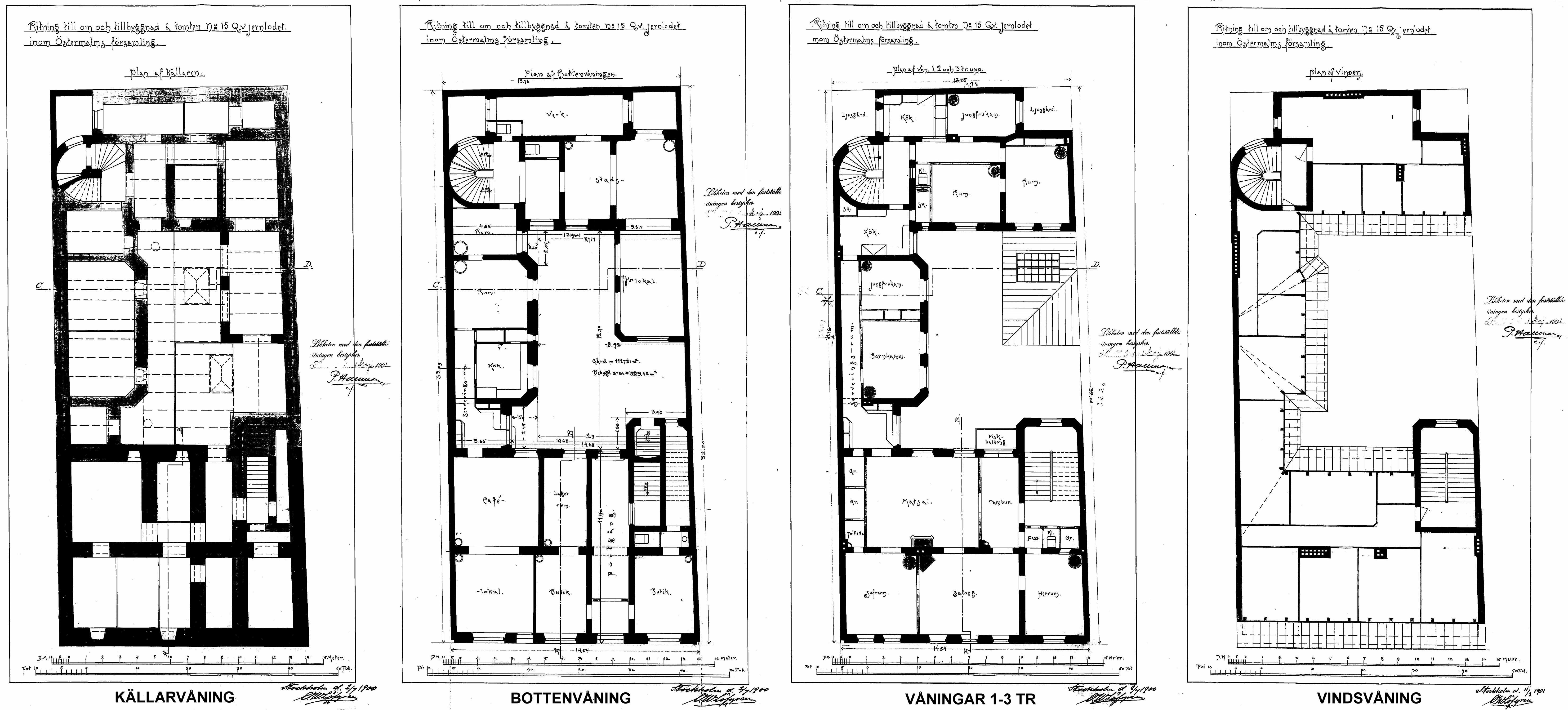
Järnlodet 15, planritningar 1901.

Järnlodet 15 i sin nya skepnad fick fyra våningar med bostäder på våning 1–3 trappor, butiker i bottenvåningen och hel källare som även sträcker sig under innergården. Gathuset fortsätter med en smal flygel inåt gården samt i vinkel längst in. På gården fanns även en liten verkstadslokal. Av bygglovsritningarna framgår att Löfgren lämnat in flera alternativa planlösningar. Gemensam för dem är att varje våningsplan upptar en enda stor bostad bestående av sju rum och kök, därtill två jungfrurum och stor tambur. Som bruklig vid exklusiva bostadshus från den tiden nåddes köksregionen via en separat kökstrappa som skulle begagnas av tjänstefolket. 
Via en rikt skulpterad ytterdörr når man en entréhall med gul- och grönmarmorerade väggar och ett välvt tak med trälister. Trapphuset präglas fortfarande av ursprunglig jugenddekor som rankor med blad och tulpaner i relief kring dörrarna. Trappräcket är av järnsmide med blommor och blad, trapphusfönstren har flerfärgade blyinfattade glas. Över lägenhetsdörrar och hallfönster märks dekor av växtrankor. 
Vid Stadsmuseets byggnadsinventering 1973 hade lägenheterna ursprunglig plan samt välbevarad inredning från byggnadstiden med profilerade taklister, tidstypiska kakelugnar, höga och låga bröstpaneler samt fyllningsdörrar av ovanligt slag. I gårdsflygeln fanns mindre lägenheter med välbevarad ursprunglig inredning, bland annat diskbänkar av zink och vedspisar i köken. 
Gårdshusets verkstadslokal inhyste ursprungligen troligen ett bageri. På 1970-talet hade Palmgrens sadelmakeri sin verksamhet här. Då ägdes fastigheten av Postverket som använde våning 1 och 2 trappor som kontor. Idag (2021) har fastigheten nio bostäder av varierande storlek mellan 1 och 4 rum och kök som ägs av Svenska Bostäder.

## Bilder

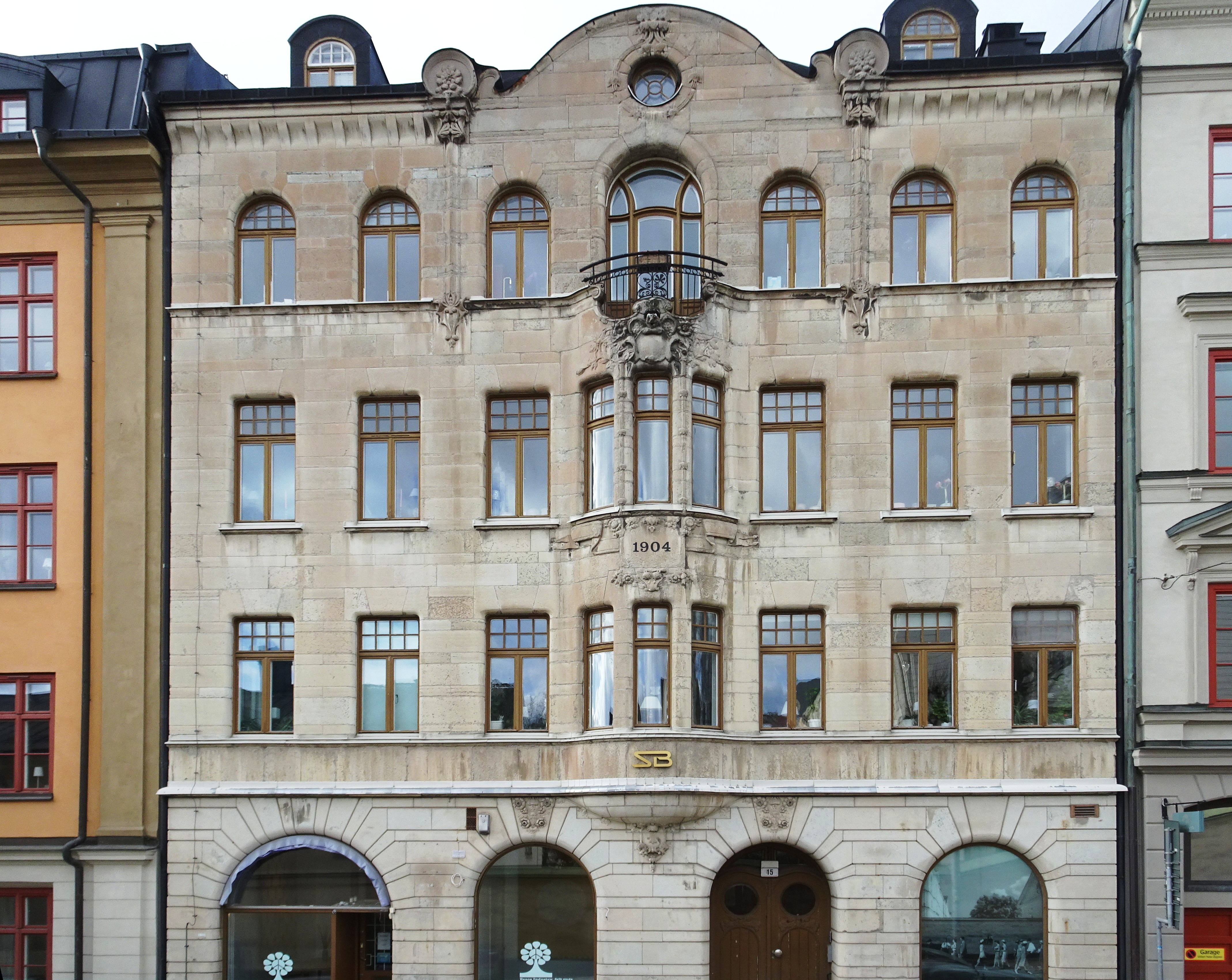
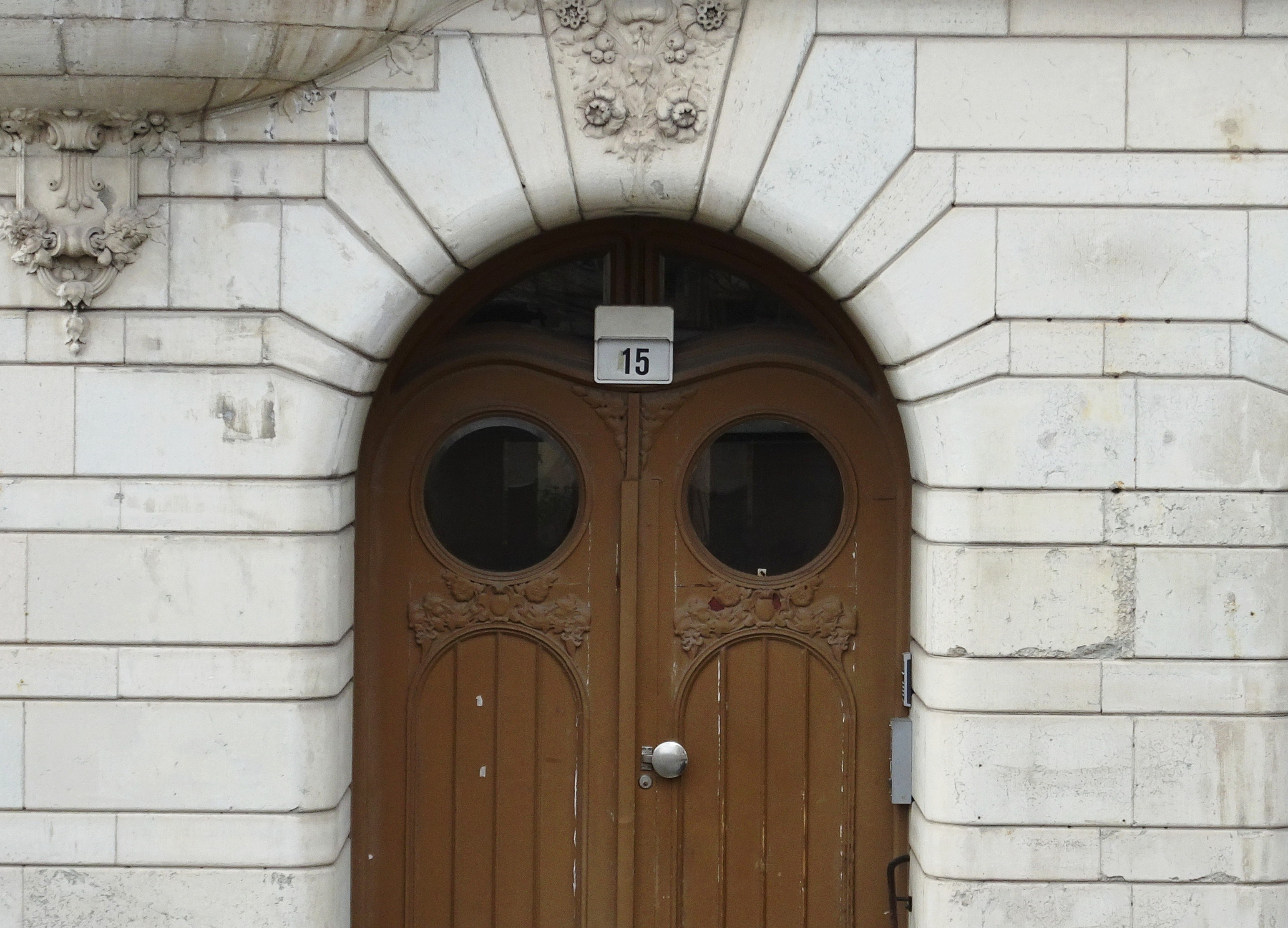
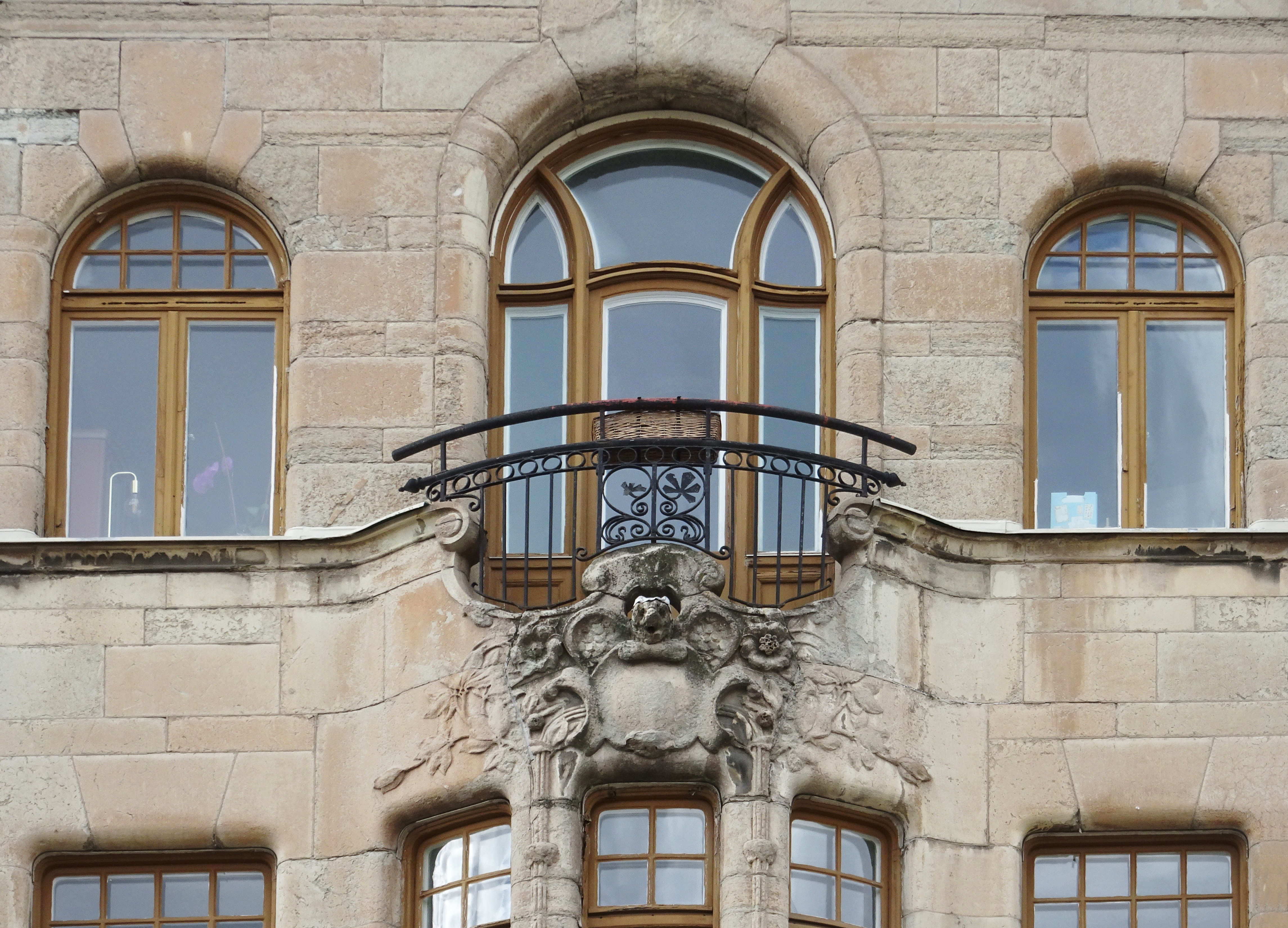
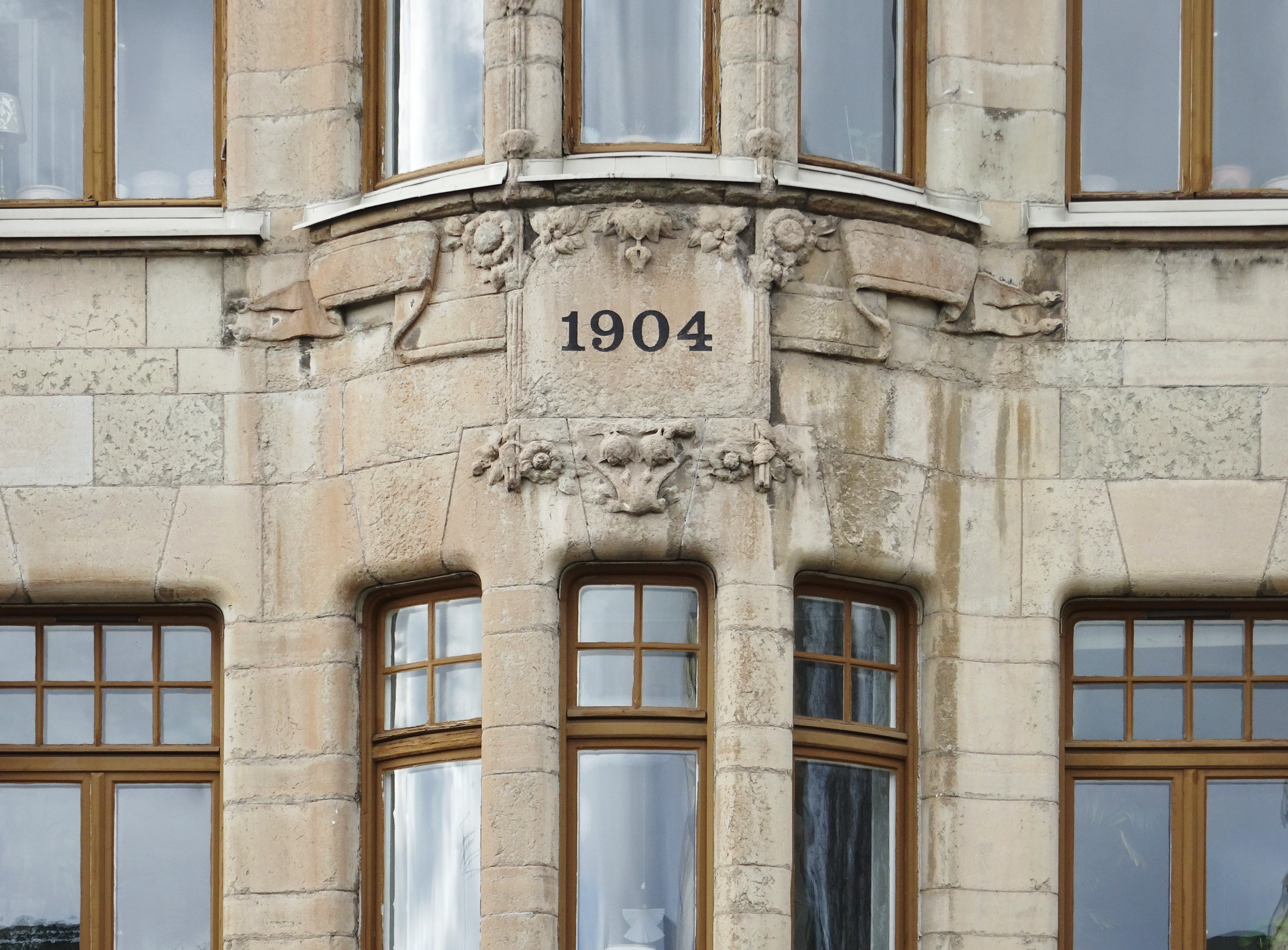